# Џенифер Џоунс
Џенифер Џоунс (енгл. Jennifer Jones; рођена као Филис Ли Ајли, Талса, 2. март 1919 — Малибу, 17. децембар 2009) била је америчка филмска глумица и заговорник менталног здравља. Током своје каријере која је трајала више од пет деценија, била је номинована за Оскара пет пута, укључујући једну победу за најбољу глумицу и награду Златни глобус за најбољу глумицу у драми.
Родом из Тулсе, Оклахома, Џоунс је у младости радила као модел пре него што је прешла на глуму, појавивши се у два серијска филма 1939. Њена трећа улога била је главна улога Бернадет Субиру у Бернадетина песма (1943), која јој је донела Оскара и Златни глобус за најбољу глумицу. Наставила је да глуми у неколико филмова који су јој донели значајна признања критике и још три номинације за Оскара средином 1940-их, укључујући Откад си отишао (1944), Љубавна писма (1945) и Дуел на сунцу (1946).
Године 1949. Џоунс се удала за филмског продуцента Дејвида О. Селзника и појавила се као истоимена Мадам Бовари у адаптацији Винсента Минелија из 1949. године. Појавила се и у неколико филмова током 1950-их, укључујући Руби Џентри (1952), авантуристичку комедију Џона Хјустона Удри ђавола (1953) и драми Виторија де Сике Последња станица (1953). Џоунс је зарадила своју пету номинацију за Оскара за улогу евроазијске докторке у филму Љубав је много сјајна ствар (1955). Након Селзникове смрти 1965, Џоунс се удала за индустријалца Нортона Сајмона и пензионисала се. Последњи пут се појавила у филму Паклени торањ (1974).
Џоунс је током свог живота патила од психичких проблема. Након што је њена 22-годишња ћерка Мери Џенифер Селзник одузела себи живот 1976. године, Џоунс се дубоко укључила у образовање о менталном здрављу. Године 1980. основала је Фондацију Џенифер Џоунс Сајмон за ментално здравље и образовање. Уживала у тихој пензији, живећи последњих шест година свог живота у Малибуу у Калифорнији, где је умрла природном смрћу 2009. у 90. години.

## Биографија

### 1919–1939: Младост
Рођена је као Филис Ли Ајли, једино дете Флоре Меј и Филипа Роса Ајлија. Њен отац је био пореклом из Џорџије, а мајка је била родом из Сакрамента у Калифорнији. Била је једино дете и васпитана је као католкиња. Њени родитељи, обоје амбициозни сценски глумци, обишли су Средњи запад у путујућем шаторском наступу који су они поседовали и управљали. Џоунс их је пратила, наступајући повремено као део компаније Isley Stock Company.
Године 1925, Џоунс се уписала у јавну школу Еџмир у Оклахома Ситију, а затим похађала Монте Касино, католичку школу за девојчице и колеџ у Талси. Након што је дипломирала, уписала је студије драме на Универзитету Нортвестерн у Илиноису, где је била члан сестринства Капа Алфа Тета пре него што је прешла на Америчку академију драмских уметности у Њујорку у септембру 1937. године. Тамо је упознала и заљубила се у колегу студента глуме Роберта Вокера, родом из Огдена, Јута. Венчали су се 2. јануара 1939. године.
Џоунс и Вокер су се вратили у Талсу на 13-недељни радио програм који је организовао њен отац, а затим су се преселили у Холивуд. Добила је две мале улоге, прву у вестрену Џон Вејна Нови фронт из 1939. године, који је снимила у лето 1939. за Republic Pictures. Њен други пројекат је био серијал под називом Dick Tracy's G-Men (1939), такође за Републику. У оба филма, била је кредитована као Филис Ајли. Након што је пала на тесту за Paramount Pictures, разочарала се у Холивуд и вратила се у Њујорк.

### 1940–1948: Почетак каријере
Убрзо након што се Џоuнс удала за Вокера, родила је два сина: Роберта Вокера млађег (1940–2019) и Мајкла Вокера (1941–2007). Док је Вокер проналазио сталан посао у радио програмима, Џоунс је хонорарно радила у моделингу за Powers Agency и позирала за Harper's Bazaar док је тражила глумачке послове. Када је у лето 1941. сазнала за аудиције за главну улогу у хит драми Роуз Франкен Клаудија, представила се њујоршкој канцеларији Дејвида О. Селзника, али је побегла у сузама након, како је мислила, лошег читања. Међутим, Селзник је случајно чуо њену аудицију и био је довољно импресиониран да је његова секретарица поново позове. Након интервјуа, потписала је седмогодишњи уговор.
Пажљиво је припремана за славу и добила је ново име: Џенифер Џоунс. Режисер Хенри Кинг је био импресиониран њеним екранским тестом као Бернадет Субиру за Бернадетина песма (1943) и освојила је жељену улогу над стотинама кандидата. Године 1944, на свој 25. рођендан, освојила је Оскара за најбољу глумицу за улогу Бернадет, своју трећу улогу на екрану.
Истовремено са успоном у филму Бернадетина песма, Џоунс је започела аферу са продуцентом Селзником. Одвојила се од Вокера у новембру 1943. године, играла је с њим у филму Откад си отишао (1944), а званично се развела од њега у јуну 1945. године. За своју улогу у филму Откад си отишао, номинована је за своју другу награду Оскара, овог пута за најбољу споредну глумицу. Зарадила је трећу узастопну номинацију за Оскара за свој наступ са Џозефом Котеном у Љубавним писмима (1945).
Џоунсина слика светице из њене прве главне улоге била је у оштрој супротности три године касније када је добила улогу бирасалне жене у Селзниковом контроверзном Дуелу на сунцу (1946), у којем је тумачила сироче из мешовитих раса (местика) у Тексасу које се заљубљује у белца (Грегори Пек).
Такође 1946. године играла је главну улогу у романтичној комедији Ернста Лубича Клани Браун као Енглескиња из радничке класе која се заљубљује непосредно пре Другог светског рата. Затим се појавила у фантастичном филму Џејнин портрет (1948), поново глумећи са Котеном. Филм је заснован на истоименој новели Роберта Нејтана. Међутим, филм није био комерционални успех, зарадивши 1,5 милиона долара у односу на буџет од 4 милиона.

### 1949–1964: Венчање са Селзником
Џоунс се удала за Селзника на мору 13. јула 1949, на путу за Европу после петогодишње везе. Током наредне две деценије, појавила се у бројним филмовима које је он продуцирао и успоставили су радни однос. Године 1949. Џоунс је глумила заједно са Џоном Гарфилдом у авантуристичком филму Џона Хјустона Били смо странци. Босли Краутер из The New York Times-а је сматрао да је њена глума недостајала, напомињући: „Нема ни разумевања ни страсти у укоченом, хладном створењу које она изводи.“ Касније је глумила у главној улози у филму Госпођица Бовари (1949) Винсента Минелија, улоге која је првобитно била намењена Лани Тарнер, али је Тарнер одбила. Variety је сматрао да је филм „занимљив за гледање, али га је тешко осетити“, иако је приметио да „Џоунс одговара на сваки захтев режије и сценарија.“ Године 1950, Џоунс је глумила сујеверну Ромкињу у фантазији Gone to Earth коју су режирали Пауел и Пресбургер.
Џоунс је затим глумила у драми Кери (1952) Вилијама Вајлера (1952) са Лоренсом Оливијеом. Кроутер је критиковао њену изведбу, написавши: „Господин Оливије даје филму најближи контакт са књигом, док га меки, серафски портрет Кери госпођице Џоунс највише удаљава.“ 1952. играла је са Чарлтоном Хестоном у Руби Џентри, глумећи фаталну даму у сеоској средини Северне Каролине, која постаје уплетена у заверу за убиство након венчања са локалним човеком. Улога је раније била понуђена Џоун Фонтејн, која је сматрала да није „прикладна за играње у позадини.“ У својој рецензији, Variety је оценио да је филм „одвратна драма где ни Џенифер Џоунс ни Чарлтон Хестон који нису стекли никакву симпатију својим ликовима."

### 1965–2009: Каснији живот
Селзник је умро у 63. години 22. јуна 1965. године, а након његове смрти, Џоунс се у потпуности повукла из глуме. Њена прва улога за четири године била је главна улога у британској драми Идол (1966) као мајка одраслог сина.
Године 1966, Џоунс се појавила у позоришту у оживљавању Сеоске девојке Клифорда Одетса, са Рипом Торном. 9. новембра 1967, истог дана када је њен блиски пријатељ Чарлс Бикфорд умро од инфекције крви, Џоунс је покушала самоубиство. Обавестивши свог лекара о својој намери да скочи са литице која гледа на плажу Малибу, прогутала је барбитурате пре него што је отишла до подножја литице, где је пронађена онесвешћена поред стена. Према биографу Полу Грину, вест о Бикфордовој смрти је покренула њен покушај самоубиства. Од инцидента је остала хоспитализована у коми. Вратила се филму са Анђеле, анђеле, идемо доле 1969. године, о тинејџерки која користи своју повезаност са рок бендом да манипулише својом породицом.
29. маја 1971. Џоунс се удала за свог трећег мужа Нортона Сајмона, мултимилионера индустријалца, колекционара уметничких дела и филантропа из Портланда, Орегон. Венчање је одржано на броду крај енглеске обале, а водио га је унитаристички министар Ејрион Филипс. Годинама раније, Сајмон је покушао да купи њен портрет који је коришћен у филму Џејнин портрет. Сајмон је касније упознао Џоунс на забави коју је приредио колега индустријалац и колекционар уметности Волтер Аненберг. Њено последње појављивање у филму било је у филму Паклени торањ (1974). Њен наступ госта у згради донео јој је номинацију за Златни глобус за најбољу споредну глумицу. Ране сцене у филму приказивале су слике које је продукцији позајмила уметничка галерија њеног мужа Сајмона.
11. маја 1976. Џоунсина 21-годишња ћерка Мери, студенткиња Оксидентал колеџа, извршила је самоубиство скочивши са крова апартманског хотела на 22 спрата у центру Лос Анђелеса. То је довело до Џоунсиног интересовања за проблеме менталног здравља. Године 1979, са супругом Сајмоном (чији је син Роберт умро починивши самоубиство 1969. године), основала је Џенифер Џоунс Сајмон фондацију за ментално здравље и образовање, коју је водила до 2003. године. Један од њених примарних циљева са фондацијом био је дестигматизација менталних болести. Године 1980, Џоунс је рекла: „Најежим се када признам да сам била суицидална, да сам имала менталне проблеме, али зашто бих? Надам се да можемо поново да едукујемо свет да увиди да нема више потребе за стигмом у менталним болестима, као што је нема ни за рак“. Такође је открила да је била психотерапијски клијент од 24 године.

### Смрт
Џоунс је уживала у тихој пензији, живећи са својим најстаријим дететом, сином Робертом Вокером млађим, и његовом породицом у Малибуу последњих шест година свог живота. Џоунсов млађи син, глумац Мајкл Рос Вокер, преминуо је од срчаног удара 23. децембра 2007. у 66. години, док је Роберт млађи преминуо 5. децембра 2019. у 79. години.
Џоунс је учествовао на церемонији доделе АФИ награде за животно дело Грегорија Пека 1989. године и појавила се на 70. (1998.) и 75. (2003.) додели Оскара као део одавања почасти бившим добитницима Оскара. Последњих шест година свог живота није давала интервјуе и ретко се појављивала у јавности. Умрла је природном смрћу 17. децембра 2009. године у 90. години. Кремирана је, а њен пепео је сахрањен са својим другим мужем у приватној соби Селзник у Меморијалном парку Форест Лавн у Глендејлу, Калифорнија.

## Приватни живот
Џоунс је била регистрована републиканка која је подржала кампању Двајта Ајзенхауера на председничким изборима 1952. године.
Патила је од стидљивости већи део свог живота и избегавала је да разговара са новинарима о свом прошлом и личном животу. Такође је била несклона разматрању критичке анализе свог рада. Јавна расправа о њеном радном односу са Селзником често је засењивала њену каријеру. Биограф Пол Грин тврди да, док је Селзник помогао да јој олакша каријеру и тражио улоге за њу, „Џоунс је бриљирала јер не само да је поседовала изузетну лепоту, већ је поседовала и прави таленат.“

## Филмографија
| Година | Наслов                         | Улога                        | Белешке |
| ------ | ------------------------------ | ---------------------------- | --- |
| 1939   | Нови фронт                     | Селија Бредок                | Као Филис Ајли; филмски деби |
| 1939   | Дик Трејси                     | Гвен Ендруз                  | Као Филис Ајли; Серија од 15 поглавља                                                                                             |
| 1943   | Бернадетина песма              | Бернадет Субиру              | Оскар за најбољу глумицу Златни глобус за најбољу глумицу – играна драма Међународни филмски фестивал у Локарну - најбоља глумица |
| 1944   | Откад си отишао                | Џејн Дебора Хилтон           | Номинована — Оскар за најбољу споредну глумицу                                                                                    |
| 1945   | Љубавна писма                  | Синглтон / Викторија Морланд | Номинована — Оскар за најбољу глумицу                                                                                             |
| 1946   | Клани Браун                    | Клани Браун                  | Међународни филмски фестивал у Локарну - најбоља глумица                                                                          |
| 1946   | Дуел на сунцу                  | Перл Чавез                   | Номинована — Оскар за најбољу глумицу                                                                                             |
| 1948   | Џејнин портрет                 | Џејни Аплтон                 | |
| 1949   | Били смо странци               | Чајна Валдез                 | |
| 1949   | Госпођица Бовари               | Ема Бовари                   | |
| 1950   | Gone to Earth                  | Хејзел Вудус                 | Објављено као Дивље срце (у великој мери монтирано) у САД                                                                         |
| 1952   | Кери                           | Кери Мибер                   | |
| 1952   | Руби Џентри                    | Руби Џентри                  | |
| 1953   | Последња станица               | Мери Форбс                   | |
| 1953   | Удри ђавола                    | Госпођица Гвендолин Челм     | |
| 1955   | Љубав је много сјајна ствар    | др Хан Сујин                 | Номинована — Награда њујоршког круга филмских критичара за најбољу глумицу (3. место) Номинована — Оскар за најбољу глумицу       |
| 1955   | Добро јутро, госпођице Дав     | Госпођица Дав                | |
| 1956   | Човек у сивом фланелском оделу | Бетси Рат                    | |
| 1957   | Баретови из улице Вимполе      | Елизабет Барет               | |
| 1957   | Довиђења оружју                | Кетрин Баркли                | |
| 1962   | Нежна је ноћ                   | Никол Дајвер                 | |
| 1966   | Идол                           | Карол                        | |
| 1969   | Анђео, анђео, идемо доле       | Астрид Стил                  | или Култ проклетих |
| 1974   | Паклени торањ                  | Лизолет Милер                | Номинована — Златни глобус за најбољу споредну глумицу – филм                                                                     |